# شورای نیکداری جنگل

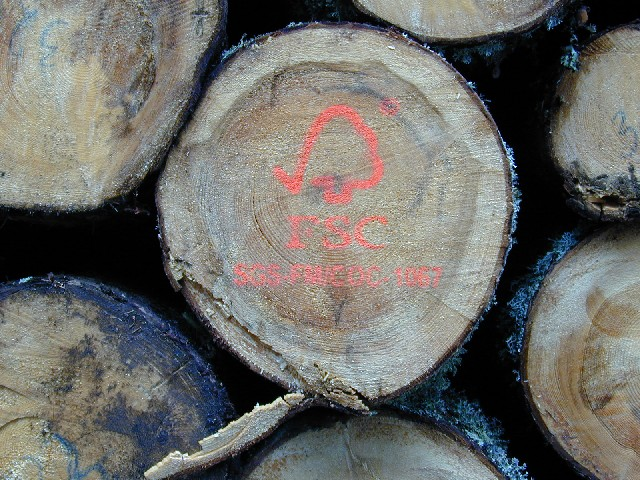
نمایی از لگوی شورای نیک‌داری جنگل - ۲۰۰۵

شورای نیک‌داری جنگل (به انگلیسی: Forest Stewardship Council) یک سازمان بین‌المللی غیرانتفاعی و چندین بهره‌بردار است که در سال ۱۹۹۳ تأسیس شد و مدیریت مسئولانه جنگل‌های جهان را از طریق صدور گواهینامه چوب ترویج می‌کند. این نمونه‌ای از یک برنامه صدور گواهینامه مبتنی بر بازار است که به عنوان یک سیاست زیست‌محیطی فراملی استفاده می‌شود.